# مفارقة العدمية
مفارقة العدمية هي مجموعة من المفارقات المتعلقة بالآثار الفلسفية للعدمية، وخاصة المواقف التي تتنافس مع وجهات النظر العدمية حول طبيعة ومدى الذاتية ضمن إطار عدمي. هناك عدد من الاختلافات في هذه المفارقة.

## ملخص
في حين أن هناك العديد من الأمثلة المشتقة لمفارقة العدمية، إلا أنها تقع بشكل عام على الخطوط التي رسمتها العدمية نفسها لترسيم أقسام مختلفة من الفلسفة. تعكس المفارقتان الأساسيتان فلسفات العدمية التي خلقتهما؛ العدمية الميتافيزيقية والعدمية الوجودية. تنشأ كلا المفارقتين من نفس الصعوبة المفاهيمية، كما كتب بول هيجارتي في دراسته لموسيقى الضوضاء، "يبدو أن غياب المعنى هو نوع من المعنى".

### العدمية الميتافيزيقية
تعتمد العدمية الميتافيزيقية على الشك في أن الأشياء الملموسة، والذات التي تدركها، موجودة بالفعل كأشياء ملموسة وليس كأشياء مجردة. وليس بعيدًا، في إطار هذه النظرية، الافتراض بأن هذه الأشياء غير موجودة على الإطلاق. يمكن تلخيص الفلسفة بإيجاز باستخدام النموذج الذي اقترحه الفيلسوف البريطاني توماس بالدوين في ورقته البحثية عام 1996 حول الموضوع الذي يشار إليه بنظرية الطرح. وترى أنه بالنسبة لعالم محتمل به أشياء محدودة، فإن أي واحد أو أكثر من تلك الأشياء ربما لم يكن موجودًا، وعدم وجودها لا يعني أن شيئًا مكافئًا موجود في مكانها. لذلك، من الممكن تمامًا أن يوجد عالم بدون أشياء.
ينشأ التناقض من التأكيد المنطقي على أنه إذا لم تكن هناك أشياء ملموسة أو مجردة، حتى الذات، فإن هذا المفهوم نفسه سيكون غير صحيح لأنه موجود في حد ذاته. غالبًا ما يشير النقاد إلى غموض مقدمات بالدوين كدليل على التناقض والعيوب الموجودة في العدمية الميتافيزيقية نفسها. النقطة الرئيسية التي تم طرحها هي أن العالم هو في حد ذاته كائن ملموس، وما إذا كان موجودًا أم لا غير موجود، فهو غير ذي صلة لأنه في كلتا الحالتين من شأنه أن يدحض نظرية الطرح. وفي حالة وجودها، تفشل نظرية الطرح لأنه لا يزال هناك جسم ملموس؛ إذا كان العالم غير موجود، فإن نظرية الطرح تفشل لأن حقيقة العالم يتم الكشف عنها من خلال نظرية الطرح، التي هي نفسها موجودة، وبالتالي تنفي استنتاج بالدوين بأن العالم بدون أشياء يمكن أن يوجد.

### العدمية الوجودية
العدمية الوجودية هي نظرية فلسفية مفادها أن الحياة ليس لها معنى متأصل على الإطلاق، وأن الإنسانية، سواء بالمعنى الفردي أو بالمعنى الجماعي، ليس لها هدف. وهذا يعني أنه في حين أن الأشياء لديها القدرة على تحقيق غرض أو معنى، فلا توجد حقيقة عالمية توجه هذا الهدف الفردي. وبالتالي، بدون هدف عالمي، لا يوجد أي معنى يمكن أن تكون للأشياء، وفكرة أي غرض أو معنى ينسب إلى شيء ما غير صحيحة. إذا تم اعتبار ذلك أمرًا مسلمًا به، فإن العدمية الوجودية ترى أن البشر مجبرون على اختلاق معنى لأنفسهم وللآخرين في غياب معنى عالمي وأحادي الجانب من أجل تجنيب أنفسهم السلبية المحيطة بحتمية الموت. تستكشف العدمية الوجودية طبيعة هذا الاختراع وفعالية خلق المعنى للذات وللآخرين، وكذلك ما إذا كان هذا الأخير ممكنًا. لقد حظيت بأكبر قدر من الاهتمام من بين جميع أشكال العدمية في كل من وسائل الإعلام الأدبية والشعبية.

### العدمية الأخلاقية
وفقًا لجونا بورنمارك، "إن مفارقة العدمية هي اختيار المرء لمواصلة حياته الخاصة بينما يقول في نفس الوقت أنها لا تستحق أكثر من أي حياة أخرى". يرى ريتشارد إيان رايت أن النسبية هي أصل المفارقة.